# Чемпіонат світу з біатлону 1963
5-ий чемпіонат світу з біатлону відбувся 3 лютого 1963 року в Зефельді, Австрія. До програми чемпіонату входила 20-кілометрова індивідуальна гонка, за результатами якої формувався залік у командній гонці.

## Чоловічі результати

### 20 км індивідуальна гонка
| Медаль | Ім'я               | Країна    | Промахи | Результат | Відставання |
| ------ | ------------------ | --------- | ------- | --------- | ----------- |
| 1      | Володимир Меланьїн | СРСР      | 4       | 1:32:06,8 | 0,0         |
| 2      | Антті Тирвайнен    | Фінляндія | 4       | 1:33:54,7 | 1:39.9      |
| 3      | Ханну Пості        | Фінляндія | 4       | 1:35:02,1 | 2:55.3      |
| 4      | Микола Мещеряков   | СРСР      | 6       | 1:36:24,6 | 4:17.8      |
| 5      | Йон Істад          | Норвегія  | 8       | 1:36:42,1 | 4:35.3      |
| 6      | Вейкко Хакулінен   | Фінляндія | 12      | 1:37:13,7 | 5:06.9      |
| 7      | Валентин Пшеніцин  | СРСР      | 4       | 1:37:25,3 | 5:18.5      |
| 8      | Микола Пузанов     | СРСР      | 8       | 1:37:31,4 | 5:24.6      |

### 20 км командна гонка
| Медаль | Країна                                                     | Штрафи | Результат | Відставання |
| ------ | ---------------------------------------------------------- | ------ | --------- | ----------- |
| 1      | СРСР Володимир Меланьїн Микола Мещеряков Валентин Пшеніцин | 7      | 4:45:56.7 |             |
| 2      | Фінляндія Антті Тирвайнен Ханну Пості Вейкко Хакулінен     | 10     | 4:46:02.5 | 5.8         |
| 3      | Норвегія Йон Істад Олав Йордет Егіл Нюгор                  | 11     | 5:03:55.5 | 17:58.8     |

Залік проводився за сумою результатів трьох найкращих спортсменів у індивіуальній гонці.

## Таблиця медалей
| Місце | Країна    | 1 | 2 | 3 | Всіх |
| ----- | --------- | - | - | - | ---- |
| 1     | СРСР      | 2 | 0 | 0 | 3    |
| 2     | Фінляндія | 0 | 2 | 1 | 2    |
| 3     | Норвегія  | 0 | 0 | 1 | 1    |